# ESET NOD32 Antivirus
ESET NOD32 Antivirus, auch bekannt als NOD32, ist ein Antivirenprogramm mit Anti-Spyware-Schutz, E-Mail-Schutz und Browser-Schutz, das vom slowakischen Unternehmen ESET entwickelt wird. Das Produkt wird in als Business- und Home-Edition vertrieben. Die Business-Edition-Pakete besitzen zusätzlich den ESET Remote Administrator unter Berücksichtigung von Server-Einsatz und -Management, Spiegelung von Gefahren bei Signatur-Datenbanken-Updates und Installationsfähigkeit auf Microsoft-Windows-Server-Betriebssystemen. Basierend auf NOD32 Antivirus erscheint seit 2007 die ESET Internet Security als umfangreiches Sicherheitspaket für Heimanwender.

## Geschichte
Die erste Version von NOD32 namens NOD-ICE wurde 1987 von Miroslav Trnka und Peter Paško entwickelt, als Computer-Viren sich zunehmend weiter verbreiteten.
Zunächst gewann das Programm mit IT-Arbeitern in osteuropäischen Ländern an Popularität, da sich der Sitz von ESET in der Slowakei befand. Obwohl das Programmkürzel in jeweils einzelnen Buchstaben ausgesprochen wurde, führte die neue, weltweite Nutzung des Programms bald zu einer einfacheren Aussprache als ein Wort, dem englischen Wort nod.
Das Unternehmen erreichte sein 10.000. Update von Virendefinitionen am 25. Juni 2014.
Das Initialwort NOD steht für Nemocnica na Okraji Disku (Krankenhaus am Rande der Scheibe), ein Wortspiel in Zusammenhang mit der tschechoslowakischen Krankenhaus-Serie Nemocnice na kraji města (Das Krankenhaus am Rande der Stadt).

## Varianten
Am 2. Dezember 2009 wurden ESET NOD32 Antivirus 4 für Mac OS X und ESET NOD32 Antivirus 4 für Linux als öffentlicher Test herausgegeben. ESET gab das Programm zur automatischen Aufspürung und Reinigung von Cross Plattform-Malware, zum Scannen von Archiven, automatischen Scans von Wechselmedien wie USB Flash Drives (wenn vorhanden), zur Durchführung von Realtime-Scans, zur Lieferung von Reports und GUI für die Version von Microsoft frei. Die zweite Beta-Test-Version wurde am 9. Januar 2010 veröffentlicht und die dritte am 10. Juni 2010.
Die aktuelle Version 4.0 für Mac OS X ist unter dem Namen ESET Cyber Security am 5. September 2011 erschienen. Für Linux ist diese Version mit dem gewohnten Namen NOD32 am 8. April 2011 herausgegeben worden.
Im Businessbereich wird das Programm unter dem Namen Endpoint Antivirus angeboten. Zudem basiert die Business-Anwendung ESET File Security auf NOD32 Antivirus.

## Eingestellte Produkte
Am 1. Februar 2010 wurde die Version 2.7 von NOD32 und alle vorangegangenen Versionen von NOD32 Antivirus eingestellt. Sie wurden von der ESET-Website heruntergenommen; ebenso von den Produktseiten und dem E-Store. Version 2.7 war die letzte Version, die die DOS-basierten Betriebssysteme (95/98/ME) unterstützte. Virus-Signaturen-Datenbanken-Updates und der Kundensupport wurden am 1. Februar 2012 eingestellt.

## Auszeichnungen
ESET NOD32 Antivirus schnitt bei Tests überwiegend gut ab. Beim retrospektiven proaktiven Test von AV-Comparatives im Mai 2008, der die heuristischen Fähigkeiten von Antivirenprogrammen mit alten Signaturen simulierte, erreichte es die höchste Zertifizierungsstufe Advanced+. In den Kategorien Script Malware (Erkennungsrate 3 %), Windows-Viren (24 %) und sonstiger Malware (14 %) schnitt NOD32 jedoch nicht gut ab.
Beim Antivirenprogramm-Vergleich von c’t in der Ausgabe 1/2008 sank der Heuristik-Erkennungswert bei NOD32 gegenüber dem Vorjahr wie bei allen Programmen von 78,5 auf 68 Prozent. In der Kategorie Performance „erwies sich NOD32 als überdurchschnittlich flott“.
In einem vergleichenden Test, den Virus Bulletin am 2. September 2008 herausbrachte, ermittelte NOD32 Antivirus 94,4 Prozent der Malware und 94,7 Prozent der Spyware. Diese Werte standen über denen von Konkurrenten wie Norton Internet Security und ZoneAlarm, allerdings unterhalb von Windows Live OneCare und Avira Antivirus. Im RAP Durchschnitts-Quadranten zwischen Dezember 2011 und Juni 2012 ermittelte Virus Bulletin, dass ESET sich mit durchschnittlich 94 Prozent auf ähnlichem Level befand. ESET wurde hervorgehoben für seine Spam-Block-Fähigkeiten und sein Anti-Phishing und verdiente sich einen Award, den nur 19 andere Antivirus-Hersteller bislang gewonnen haben.
Am 15. September 2011 bewertete ebenfalls Seth Rosenblatt von CNET Version 5.0 und vergab eine Punktzahl von 5/5.
Im Test von Stiftung Warentest im Jahre 2011 belegte ESET gemeinsam mit den Konkurrenzprodukten von G Data und Avira den zweiten Platz. Im Folgetest der Stiftung Warentest im April 2012 erhielt ESET ein "Befriedigend" (Note 2,6) und kam auf den vierten Platz. Im Test der Stiftung Warentest vom April 2013 erzielte ESET in allen vier Einzeldisziplinen (Virenschutz, Firewall, Handhabung, Rechnerbelastung) die Note "gut" und gelangte damit auf Platz 1 der Gesamtwertung (Gesamtnote: 2,1).
Seit dem 27. April 2011 sammelte NOD32 Antivirus 67 VB100 Awards von Virus Bulletin. Zum zehnten Mal in Folge erhielt das Programm am 15. Juli 2013 den VB100 Award.